# Émile Sauvaigo
Pour les articles homonymes, voir Sauvaigo.
Émile Sauvaigo, né le 30 octobre 1856 à Nice (alors province de Nice du royaume de Sardaigne) où il est mort le 27 novembre 1927,, est un médecin et botaniste français, directeur du Muséum d'histoire naturelle de Nice, de 1897 à 1924 et membre de la Société d'Agriculture des Alpes maritimes.

## Biographie
Lauréat de l'Institut et aussi conservateur honoraire de la Bibliothèque de la ville de Nice, il est l'auteur de plusieurs brochures sur l'histoire naturelle provençale : Etude sur les Figuiers, Le dernier coin de France, Etude sur les plantes exotiques, et surtout de deux ouvrages très importants pour la région, intitulés : Les Plantes exotiques naturalisées et cultivées à l'air libre sur le littoral méditerranéen, Marseille, Toulon, Hyères, Nice, Menton, ouvrage qui a obtenu la médaille d'or de la Société d'agriculture et d'horticulture ; la seconde œuvre importante : Les cultures sur le littoral de la Méditerranée (Provence, Algérie, Ligurie) a obtenu plusieurs récompenses.
Emile Sauvaigo était aussi détenteur de collections d'histoire naturelle et surtout d'un riche herbier des plantes d'Europe et d'un herbier exotique. Il avait constitué, en outre, un herbier de Syrie, un herbier de Russie, et un herbier de la Corse. Ces collections ont été données au Muséum d'histoire naturelle de Marseille, où son fils, Niceus Sauvaigo, fut naturaliste. Il est également le promoteur, en 1886, de nombreuses promenades historiques publiques.
Au début du XXe siècle, Emile Sauvaigo évoque le dernier déménagement du jardin botanique de la Marine alors installé à Saint-Mandrier, dans son « Enumération des plantes cultivées dans les jardins de Provence et de la Ligurie » (1899). Le retour vers Toulon s’effectue au cours des années 1881-1885 et le jardin est installé à la porte de France, près du jardin public de l’époque. Quelques beaux exemplaires d’arbres ont persisté à Saint-Mandrier, servant probablement de repère aux marins égarés, comme ce fut le cas, à proximité, du pin des Sablettes.

## Principaux ouvrages
- Acacias de la région de l'oranger (1887)
- Les Plantes rares (1891)
- Cultures sur le littoral de la Méditerranée (1893)
- Flora mediterranea exotica (1899)